# Classe Arethusa (1934)
Pour les autres classes de navires du même nom, voir Classe Arethusa.
Cette classe ne doit être confondue avec la classe Arethusa de 1913.
La classe Arethusa est une classe de quatre croiseurs légers de la Royal Navy construite avant la Seconde Guerre mondiale.
Il avait été prévu de construire six navires, mais la dernière paire, commandée en 1934, fera partie de la nouvelle classe Town.

## Conception
La classe Arethusa est une version plus petite que le premier groupe de classe Leander. La vitesse étant primordiale pour avoir la supériorité, l'allègement est réalisé sur la protection blindée de l'artillerie et l'utilisation de la soudure pour la coque.
Durant la guerre, les unités bénéficient de certaines modernisations avec différents types de radar et un changement de l'armement anti-aérien.
En 1941, les navires sont dotés de canons Oerlikon de 20 mm puis de canons Bofors de 40 mm.

## Service
Les quatre unités ont servi essentiellement en Méditerranée.
- L'Arethusa a été touché par une torpille en Novembre 1942. Il a pu être réparé à Charleston aux États-Unis.
- Le Galatea et le Penelope ont été torpillés par des U-Boote de la Kriegsmarine.
- Le Aurora a été transféré à la Chine en 1950.

## Unités
| Nom          | Pennant number | Chantier                                               | Lancement       | Service effectif | Fin de service                                            | Photo |
| ------------ | -------------- | ------------------------------------------------------ | --------------- | ---------------- | --------------------------------------------------------- | ----- |
| HMS Arethusa | 26             | Chatham Dockyard à Chatham                             | 6 mars 1934     | 21 mai 1935      | mai 1950 – mis à la ferraille                             |       |
| HMS Galatea  | 71             | Scotts Shipbuilding and Engineering Company à Greenock | 9 août 1934     | 14 août 1935     | 14 décembre 1941 - coulé par U-557                        |       |
| HMS Penelope | 97             | Harland and Wolff à Belfast                            | 15 octobre 1935 | 13 novembre 1936 | 18 février 1944 - coulé par U-410                         |       |
| HMS Aurora   | 12             | H.M.N.B. Clyde à Portsmouth                            | 20 août 1936    | 12 novembre 1937 | 19 mai 1948 - vendu à la Marine de la République de Chine |       |